# 紫蝴蝶
《紫蝴蝶》是2003年上海电影（集团）公司投资，娄烨执导的一部华语电影。于2002年6月开机拍摄。

## 剧情
1928年，伪满洲国的日本翻译伊丹英彦（仲村亨）离开中国情人丁慧（章子怡）返回日本，数年后他再回中国来到上海时，变身高级特务。而丁慧已成为地下抗日组织成员，并与组织首领谢明（冯远征）相爱。
抗日组织去火车站接从外地聘请的暗杀日本情报人员山本的杀手时，误认其为小职员司徒（刘烨），混乱中，丁慧杀死司徒女友依玲（李冰冰），司徒则被伊丹英彦抓获。
司徒被释放后，发誓要为依玲报仇。丁慧正为误杀无辜饱受内心折磨......

## 演员
| 演員   | 角色     |
| 章子怡 | 丁 慧    |
| 刘 烨  | 司 徒    |
| 仲村亨 | 伊丹英彦 |
| 冯远征 | 谢 明    |
| 李冰冰 | 湯依玲   |
| 王凱   | 哥哥     |
| 藍燕   | 阿紫     |

## 獎項
| 年份   | 頒獎典禮         | 獎項       | 名字   | 結果 |
| ------ | ---------------- | ---------- | ------ | ---- |
| 2003年 | 戛纳电影节       | 金棕榈奖   | 婁燁   | 提名 |
| 2004年 | 华语电影传媒大奖 | 最佳女主角 | 章子怡 | 獲獎 |